# Dimitri Ier de Vladimir
Pour les articles homonymes, voir Dimitri Ier et Dimitri (Russie).
 Dimitri Ier, dit la Honte de son Père[réf. nécessaire] (vers 1254-1294) fils aîné d'Alexandre Nevski, fut prince de Novgorod (1259-1264, 1272-1273, 1276-1281, 1285-1292), de Pereïaslav (1263-1294) et grand-prince de Vladimir.
En 1259, son père le nomma responsable de Novgorod. À la mort de son père en 1264, les habitants le renvoyèrent à Pereslavl, sa ville de naissance, jugé trop jeune. Il y revint 4 ans plus tard, accompagné de son futur beau-fils, Dovmont de Pskov, pour y mener la bataille de Rakvere.
En 1268, il commanda les troupes des Princes russes lors de la bataille de Rakvere connue également sous les noms de bataille de Rakovor ou bataille de Wesenberg, près de la ville de Rakvere, entre les troupes coalisées des Chevaliers teutoniques, danoises et estoniennes d'une part et les forces russes d'autre part. Cette bataille fut une victoire russe.
Pendant près d'une décennie, il dut se battre contre ses deux oncles, Iaroslav IV de Tver et Vassili Ier Vladimirski pour le trône de Novgorod. À la mort de ses deux oncles, il hérite du trône de Novgorod ainsi que celui de Vladimir.
Il régna de 1276 à 1281 puis de 1283 à 1294 à Vladimir avec le titre de grand-prince, eut à combattre son propre frère, André, avec lequel il finit par se réconcilier, vit ses États désolés par les Tartares de la Horde d'or et, désespérant de leur résister, se fit moine en 1293. Il meurt l'année suivante.